# Rehhecke
Die Rehhecke ist ein 719,8 m ü. NHN hoher Berg des Thüringer Schiefergebirges im Landkreis Saalfeld-Rudolstadt, Thüringen (Deutschland). 
Er liegt nördlich des Neuhauser Ortsteils Lichte und östlich der Talsperre Leibis-Lichte im Naturpark Thüringer Wald. 
| Bezeichnung  | Höhe über NHN | Richtung |
| Mühlberg     | 609,2 m       | Norden   |
| Aßberg       | 706,4 m       | Osten    |
| Rauhhügel    | 802,0 m       | Südost   |
| Spitzer Berg | 790,3 m       | Süden    |
| Mutzenberg   | 769,6 m       | Süden    |